# Добратыче
Добратыче (пол. Dobratycze) — деревня в Бяльском повете Люблинского воеводства Польши. Входит в состав гмины Кодень. По данным переписи 2011 года, в деревне проживал 141 человек.

## География
Деревня расположена на востоке Польши, в левобережной части долины реки Западный Буг, на левом берегу реки Чапельки, на расстоянии приблизительно 32 километров к востоку от города Бяла-Подляска, административного центра повета. Абсолютная высота — 136 метров над уровнем моря. Через населённый пункт проходит региональная автодорога 816.

## История
В конце XVIII века деревня входила в состав Брестского повета Великого княжества Литовского. Действовала униатская церковь.
Согласно «Справочной книжке Седлецкой губернии на 1875 год» деревня Добратыче входила в состав гмины Костомлоты Бельского уезда Седлецкой губернии. В 1912 году Бельский уезд был передан в состав новообразованной Холмской губернии.
В период с 1975 по 1998 годы деревня входила в состав Бяльскоподляского воеводства.

## Население
Демографическая структура по состоянию на 31 марта 2011 года:
|         | Всего | До трудоспособного возраста | Трудоспособного возраста | Старше трудоспособного возраста |
| ------- | ----- | --------------------------- | ------------------------ | ------------------------------- |
| Мужчины | 75    | 12                          | 54                       | 6                               |
| Женщины | 69    | 13                          | 39                       | 17                              |
| Всего   | 141   | 25                          | 93                       | 23                              |